# UFC on ESPN: 폰트 대 알도
'UFC on ESPN: 폰트 대 알도(UFC on ESPN 31 및 UFC Vegas 44라고도 함)는 2021년 12월 4일 미국, 라스베이거스 수도권 일부인 네바다주 엔터프라이즈 의 UFC Apex 시설에서 열린 얼디밋 파이팅 챔피언십에서 제작한 종합격투기 이벤트이다.

## 같이 보기
- UFC 대회 목록